# Liomyrmex aurianus
Liomyrmex aurianus är en myrart som beskrevs av Carlo Emery 1889. Liomyrmex aurianus ingår i släktet Liomyrmex och familjen myror. Inga underarter finns listade i Catalogue of Life.